# أولاف جورج فولكستاد
أولاف جورج فولكستاد هو مهندس نرويجي، ولد في 1 فبراير 1902، وتوفي في 1 مارس 1976.